# Platoneia

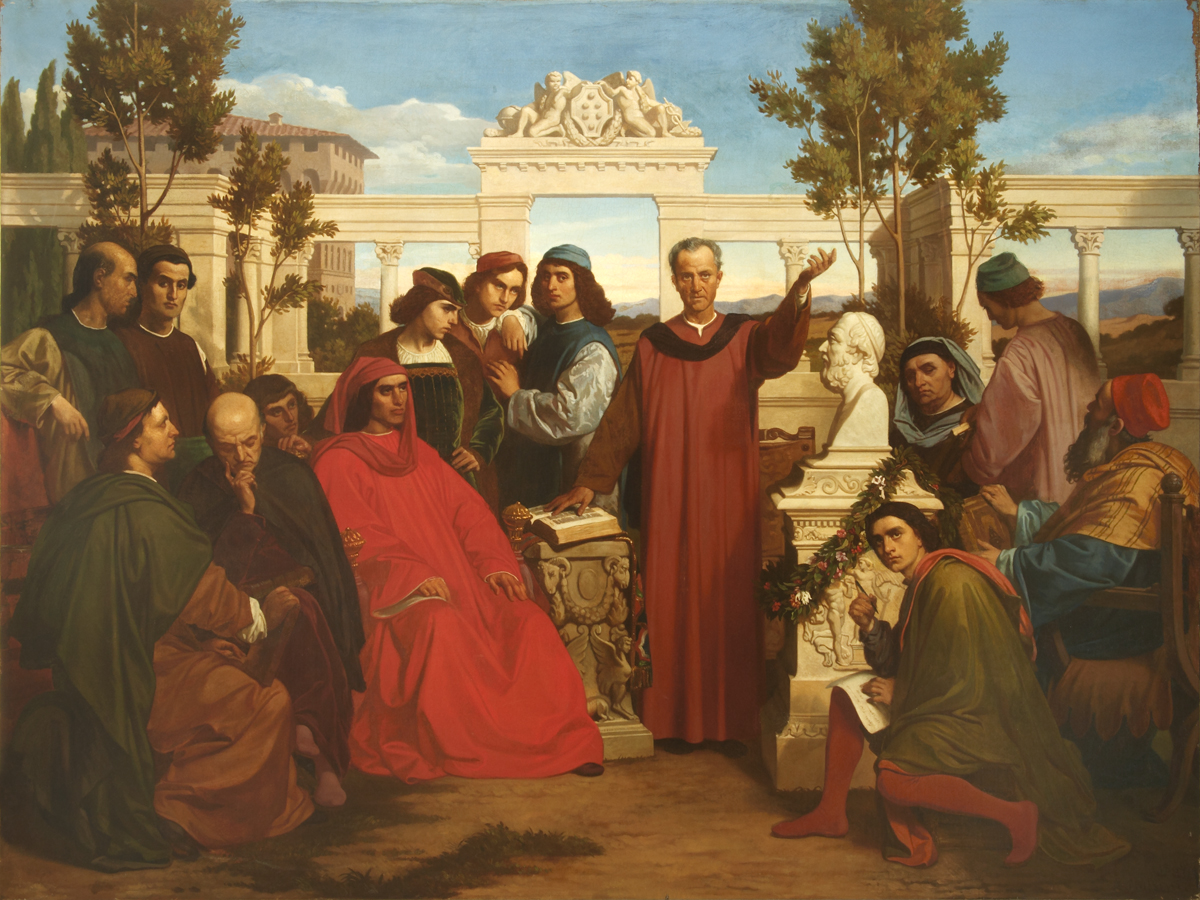
Natalício e Parentália de Platão, Celebrado na Villa di Careggi de Lorenzo, o Magnífico (1862), por Luigi Mussini. Representação imaginária com humanistas renascentistas. Ao centro, um conviva declamando, enquanto estende a destra sobre O Banquete. A cada ano nessas cerimônias em Florença, um busto antigo atribuído como Platão recebia uma láurea e uma chama votiva era queimada em frente.

Platoneias (no singular em grego:  Πλατώνεια) foram celebrações festivas realizadas em memória a Platão, comemorando o seu aniversário em supostas datas de nascimento. Há relatos de Platoneias que ocorreram na Antiguidade de costume contínuo pelo menos até o século V.
O relato mais antigo dessa celebração foi feito por Plutarco, situando-a no sétimo dia do mês grego de Targelion, data mítica do nascimento de Platão. Ela foi revivida posteriormente por humanistas da Renascença, que interpretaram a data, erroneamente, como sendo 7 de novembro. A partir de então, esse dia por vezes tornou-se lembrado em algumas ocasiões na modernidade.

## História
O costume enquadra-se na tradição de culto ao sábio, herdando elementos das venerações gregas ao herói. Assim, formou-se um culto a Platão após a sua morte que o santificava e divinizava. Diógenes Laércio, baseando-se em fontes dos séculos II e III a.C., cita que o nascimento de Platão teria ocorrido no ano da 88ª Olimpíada e que fora fixado no sétimo dia do mês de Targelion, como sendo também a data do nascimento mítico de Apolo. Plutarco posteriormente afirma que o aniversário de Sócrates era também comemorado em data contígua: do mesmo modo, ocorria uma tradição de "Socrateia" no dia sexto anterior (data do nascimento mítico de Ártemis), a qual, segundo Marino, era realizada também em um santuário memorial chamado "Socrateion", próximo ao rio Ilisso. Em Questões Convivais, são narrados discursos que se sucederam em uma Platoneia a que Plutarco frequentou:
"Este livro, sendo o oitavo de meus Simposíacos, dá início àquele discurso que me preocupava há cerca de um ano, no aniversário de Platão. No sexto dia de Targelion, comemoramos o aniversário de Sócrates, e no sétimo dia o de Platão."
Não foi preservada, no entanto, nenhuma evidência de que ela tenha sido realizada na Academia original. No século III d.C., esses ritos eram feitos em Atenas e até mesmo em Roma, onde a escola de Plotino celebrava os aniversários de Sócrates e Platão com banquetes, sacrifícios e discursos. Os relatos existentes indicam a presença de diversos convidados estrangeiros e, além das honras, era característico dessas comemorações se realizarem exposições orais sobre a doutrina platônica, que permitiam discussões e o desenvolvimento de novas interpretações. Além da apresentação de poesias e ensaios, há alguns relatos de honras heroicas sob forma de oráculos. Essa tradição persistiu até o século IV sem sofrer interrupção, conforme relato de Libânio. Mas, segundo Marino, Proclo também dela participava no século V:
"celebrava ano após ano as Socrateias e Platoneias. ... parecia que ele falava sob inspiração divina ... pois seus olhos eram cheios de uma espécie de brilho e o resto de seu rosto compartilhava da iluminação divina. E certa vez, no decorrer de sua exposição, um homem chamado Rufino, uma pessoa verídica ... viu uma luz brincando ao redor de sua cabeça. Quando ele terminou sua exposição, Rufino se levantou e prostrou-se diante de Proclo"
Eusébio de Cesareia cita um trecho de Porfírio, que relata ter sido convidado de uma Platoneia realizada por seu professor Longino, em Atenas (provavelmente entre 250 e 263), na qual se discutiu desde comédia, tragédia e poetas a Platão, chegando até mesmo ao assunto de filologia sobre plágio na literatura clássica grega. Porfírio chamou esses ritos como "tradicionais" e, em sua Vida de Pitágoras, também relatou sobre outra Platoneia:
"Certa vez, quando na Platoneia, li um poema intitulado O Casamento Sagrado, que envolvia muito do que era de natureza mística e enigmática, pronunciado de um modo um tanto arrebatador, a ponto de que alguém declarou: "Porfírio enlouqueceu"; mas Plotino disse ao ouvido de todos: "Você provou ser simultaneamente um poeta, um filósofo e um mestre da verdade sagrada (hierofante)!" E, por outro lado, quando o retórico Diófanes leu uma defesa de Alcibíades no Banquete de Platão, sustentando que, por uma questão de instrução na virtude, alguém deveria submeter-se a ligação com um professor que desejasse relações sexuais, ele repetidamente se levantava e fazia como se fosse deixar a reunião; mesmo assim, ele se conteve e, após a conclusão do discurso, encarregou-me, Porfírio, de redigir uma resposta a isso. Como, no entanto, Diófanes se recusou a entregar seu manuscrito, ao escrever minha resposta, ensaiei seus argumentos de memória e li-a diante do mesmo grupo que ouvira o original, dando tanto prazer a Plotino que no decorrer do próprio seminário ele continuou repetindo a citação: Atinja assim, para que você possa se tornar uma luz para os homens (Ilíada, 8. 282)"
Proclo, em seu Comentário à República, relembra um discurso que fez como escolarca da Academia Neoplatônica de Atenas durante uma comemoração, em tentativa de conciliar interpretações alegóricas de Homero com a filosofia de Platão: "Recentemente, ocorreu-me, em meu discurso no aniversário de Platão, examinar o problema de como alguém pode compor uma resposta apropriada, em nome de Homero, ao Sócrates da República, e mostrar que os ensinamentos de Homero estão em perfeita harmonia com a natureza das coisas". Ao final, ele pediu sigilo à audiência de suas leituras, segundo ele destinadas "para eu vos contar, mas para vós guardardes o segredo de muitos"; porém, de forma paradoxal, deixou-as por escrito.
Na Renascença, celebrações anuais do aniversário de Platão ressurgiram feitas pela Academia Florentina, após o resgate de textos filosóficos gregos e sua tradução. Essas Platoneias se basearam nos relatos do costume antigo de que a data de nascimento era o sétimo dia do mês Targelion, a cerca de 21 (ou 22) de maio no calendário atual. No entanto, os renascentistas pensaram que o mês de Targelion equivalia a novembro, provavelmente porque consideravam esse penúltimo mês do calendário ateniense como correspondente ao do calendário juliano. Além do mais, para Marsilio Ficino, essa data, 7 de novembro, era a mesma da morte de Platão. Segundo John Herman Randall Jr., tal raciocínio possibilitava aos italianos a conexão dessa tradição à da celebração de santos, que era feita não na data de nascimento, mas de morte. Marsilio Ficino narra em seu comentário à obra O Banquete de Platão, De Amore, a primeira celebração que foi realizada em Florença, provavelmente em 7 de novembro de 1468, como tendo sido convidados a ela nove membros, a sete dos quais foram atribuídos discursos: cada um faria uma exposição sob o papel de um dos sete simposiastas originais do diálogo, em uma reencenação do Banquete.
“Platão, o pai da filosofia, morreu aos 81 anos, no dia 7 de novembro, seu aniversário. Ele estava relaxando em uma ceia festiva depois que a louça foi removida. Esse festim, pelo qual o seu nascimento e aniversário de sua morte são ambos marcados, era repetido anualmente por todos os primeiros platônicos até a época de Plotino e Porfírio. Mas desde a época de Porfírio, por 1200 anos, este banquete anual esteve em suspenso. Finalmente, em nosso próprio tempo, o grande Lorenzo de Medici, com a intenção de restaurar o banquete platônico, nomeou Francesco Bandini, Mestre da Festa."
É possível que inicialmente essa festa foi montada por Bandini e que a atribuição dela a Lorenzo de Medici, como alegadamente tendo sido realizada na Villa de Careggi em 1474, fora sugerida depois como honra de Ficino ao seu patrono, pois ela aparece apenas em adições posteriores nas anotações.
Celebrações ocasionais foram inspiradas seguindo essa tradição na modernidade, bem como já foi relatada também observância contemporânea do aniversário de Platão. Um grupo de platonistas americanos do século XIX, encabeçado por Thomas Moore, relatou uma comemoração em 1889 pelo "Clube de Platão" (Plato Club) em Bloomington, Illinois:
"Notamos com grande prazer que a realização de um Simpósio ou festival anual em celebração ao "aniversário" (descida mundana) do Divino Platão, revivido pelo Editor desta revista em 1888, provavelmente se tornará um costume permanente. Esperamos ver o tempo em que o aniversário de Platão tornar-se-á não apenas um feriado nacional, mas também será celebrado em todo o mundo civilizado pelos platônicos e todos os outros que amam a Sabedoria e adoram no templo da Verdade. ... Este Clube deu um Festival no dia 7 de novembro em comemoração da Descida Terrestre de Platão." 
Dentre as atribuições, declamou-se por exemplo um poema:
| I. "Immortal Plato! Justly named divine! What depth of thought, what energy is thine! Whose God-like soul, an ample mirror seems, Strongly reflecting Mind's celestial beams, Whose periods too redundant roll along, Grand as the ocean! as the torrent strong. A few are always found in every age, To unfold the wisdom of thy mystic page." II. And now, though hoary centuries have fled, We wish to honor still, the illustrious dead, Dead! Did I say? Ah no! He yet inspires All lofty souls, with heavenly desires To mount on Reason's wing, beyond the sky, Where truly beauteous forms can never die, Where prophet, saint, and sage in bright array, Behold the splendors of eternal day. | I. "Imortal Platão! Justamente nomeado divino! Quanta profundidade de pensamento, quanta energia é tua! Cuja alma divina um amplo espelho parece, Fortemente refletindo os feixes celestiais da Mente, Cujos períodos, por demais redundantes, junto ao seu curso se desenrolam Grandes como o oceano! fortes como a torrente. Alguns poucos são sempre encontrados em toda era, Para revelar a sabedoria de tua página mística." II. E agora, embora séculos antigos tenham fugido, Desejamos homenagear, ainda, o ilustre morto, Morto! Disse eu? Ah não! Ele ainda inspira Todas as almas elevadas, com desejos celestiais Para montar na asa da Razão, além do céu, Onde formas verdadeiramente belas nunca podem morrer, Onde profeta, santo e sábio, em brilhante disposição, Contemplam os esplendores do dia eterno. |
| | |